# Ipogeo di Vibia
L’ipogeo di Vibia è una catacomba di Roma di diritto privato, sull'antica via Appia, nel quartiere Appio-Latino.

## Toponimo
Il nome del cimitero deriva dalla tomba più famosa ivi presente. Al momento della sua riscoperta nell'Ottocento esso fu chiamato cimitero delle monachelle, per la presenza di una pittura con sei personaggi velati.

## Storia
La catacomba, ed in particolare l'ipogeo che le dà il nome, fu scoperto per la prima volta dall'archeologo Giovanni Gaetano Bottari nella tenuta del Casale della Torretta sull'Appia antica; egli pubblicò le pitture degli arcosoli nella sua opera Sculture e pitture sagre estratte dai cimiteri di Roma del 1754: queste pitture avevano la caratteristica di alludere a culti orientali non-cristiani legati al dio Sabazio e al dio Mitra, i cui culti si erano diffusi a Roma a partire dal II secolo.
La particolarità di queste pitture suscitò un ampio dibattito nell'Ottocento, quando l'archeologo gesuita Giuseppe Marchi le riscoprì tra il 1842 ed il 1847. Fino a quel momento infatti nessun archeologo o studioso accettava l'idea che nello stesso cimitero potessero coesistere tombe cristiane con tombe pagane. Alla fine del secolo, lo studioso di archeologia cristiana  Enrico Stevenson si rese conto che l'intero complesso sotterraneo era composto da più ipogei privati, che erano stati collegati tra loro in epoche diverse. Infine, tra il 1951 ed il 1952, per conto della Pontificia commissione di archeologia sacra, il sacerdote Antonio Ferrua operò una serie di campagne di scavi che fecero luce su quello che per molti era ancora un vero e proprio mistero.
Il complesso catacombale si dispone su tre livelli, di cui il più antico è quello che si trova più in profondità, dove è situato l'ipogeo di Vibia, che dà il nome all'intero complesso. La catacomba ebbe vita breve ed è databile alla seconda metà del IV secolo. Essa è composta da otto distinti ipogei privati, ossia appartenenti a famiglie: non era dunque un cimitero comunitario cristiano come la maggior parte delle altre catacombe romane. Poiché siamo in un'epoca in cui il cristianesimo non era l'unica religione dell'impero, ma coesisteva con altri culti, è facilmente comprensibile che questa situazione socio-religiosa si rifletta anche nei cimiteri, soprattutto quelli privati: la sepoltura di membri di una stessa famiglia, o di famiglie imparentate tra loro, che appartenevano a culti diversi, spiega la presenza di tombe cristiane accanto a tombe pagane.

## Descrizione

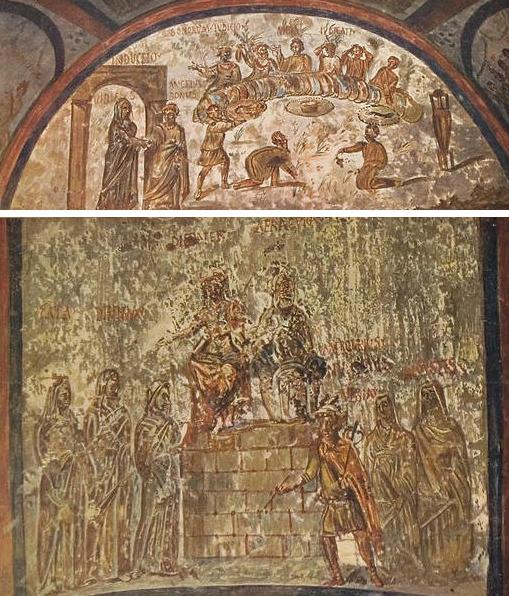
Affreschi dell'arcosolio di Vibia: sopra, la defunta accompagnata per mano da un angelo nei Campi Elisi; sotto, il giudizio finale su Vibia.

L'arcosolio più famoso, che dà il nome all'intera catacomba, è composto da una lunetta e da un sottarco:
- nella lunetta è rappresentato il viaggio conclusivo della defunta Vibia, attraverso due scene: nella prima, sulla sinistra, si vede la defunta accompagnata per mano da un angelo nei campi Elisi; nella seconda, al centro della lunetta, essa è seduta ad un tavolo assieme ad altre anime, mentre vengono serviti da servitori-camerieri in un prato fiorito;
- nel sottarco invece si descrive la morte di Vibia, attraverso tre scene distinte: nella prima, a sinistra, si descrive la sua morte come il ratto di Proserpina da parte di Plutone su una quadriga; nella scena di destra è descritto il marito di Vibia, Vincenzo, sacerdote del dio Sabazio, seduto a mensa con altri sacerdoti; infine nella scena centrale è descritto il giudizio finale su Vibia alla presenza dei giudici supremi Plutone e Proserpina.

Nei pressi dell'arcosolio di Vibia, vi sono altri due arcosoli, le cui scene dipinte fanno riferimento al culto misterico di Mitra: nel primo il personaggio principale è un miles, un soldato, defunto il cui nome ci è sconosciuto; nel secondo, si trova la tomba di un certo Caricus e di un altro la cui iscrizione recita: M. Aurelio sacerdos dei Solis Invicti Mithrae.
Di particolare pregio, si possono notare nella catacomba altri due ambienti:
- un cubicolo monumentale, a pianta quadrata con volta a crociera, con quattro colonne fornite di capitello, scavate ai quattro angoli della sala, che sostengono degli archi ribassati;
- un arcosolio, che mostra scene tratte dalla vita dei vignaioli, con riferimento ad attività di acquisto e vendita del vino: per questo motivo è chiamato arcosolio dei vinai.